# مجبر (روستا)
مجبر یک منطقهٔ مسکونی در الجزایر است که در ناحیه بومرداس واقع شده‌است. مجبر ۲٫۶ کیلومتر مربع مساحت دارد ۵۱۰ متر بالاتر از سطح دریا واقع شده‌است.